# Église Saint-Louis de Birkenwald
L'église Saint-Louis est un monument historique situé à Birkenwald, dans le département français du Bas-Rhin.

## Localisation
Ce bâtiment est situé rue Principale à Birkenwald.

## Historique
L'édifice fait l'objet d'une inscription au titre des monuments historiques depuis 1930.

## Architecture

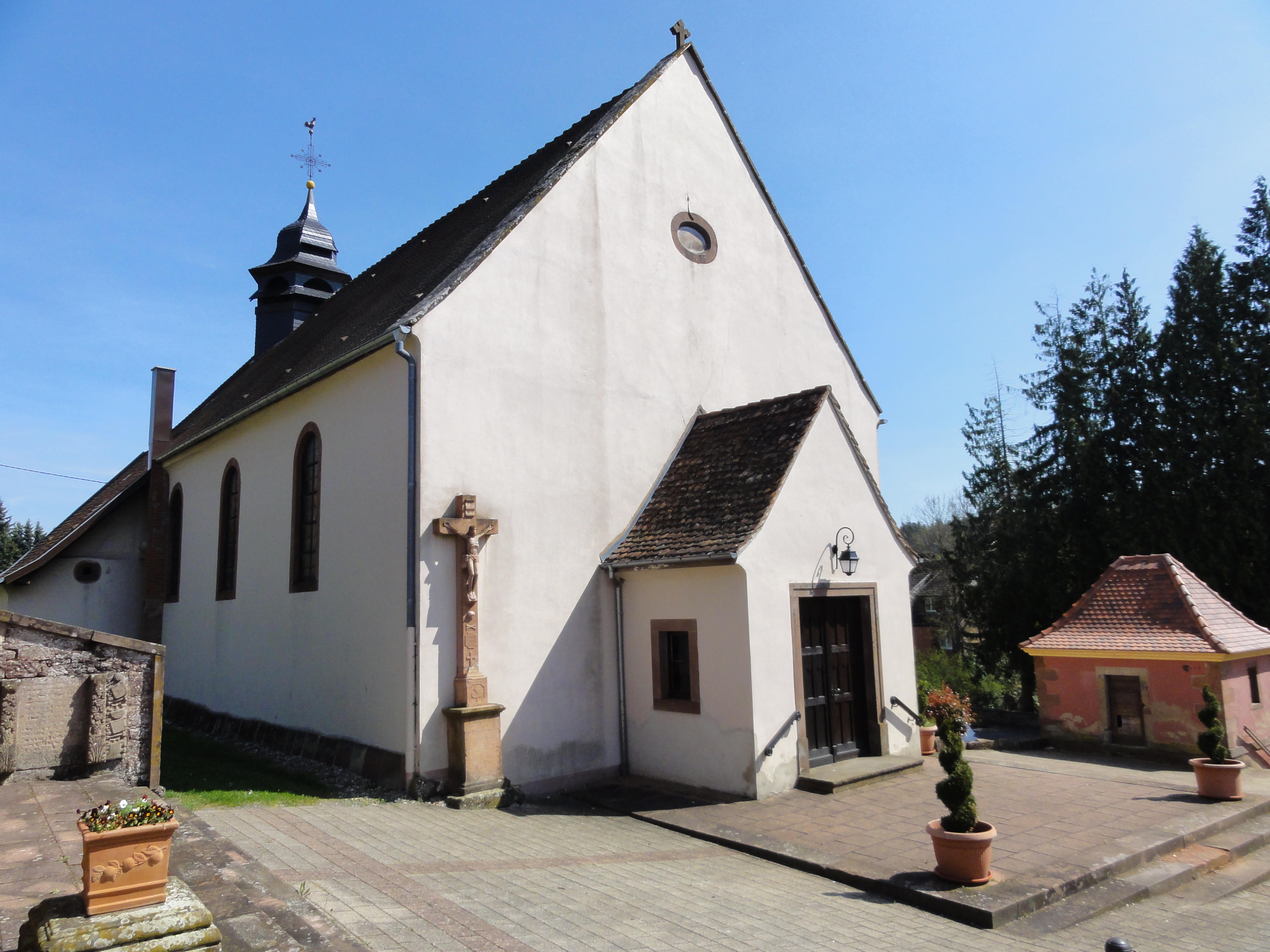
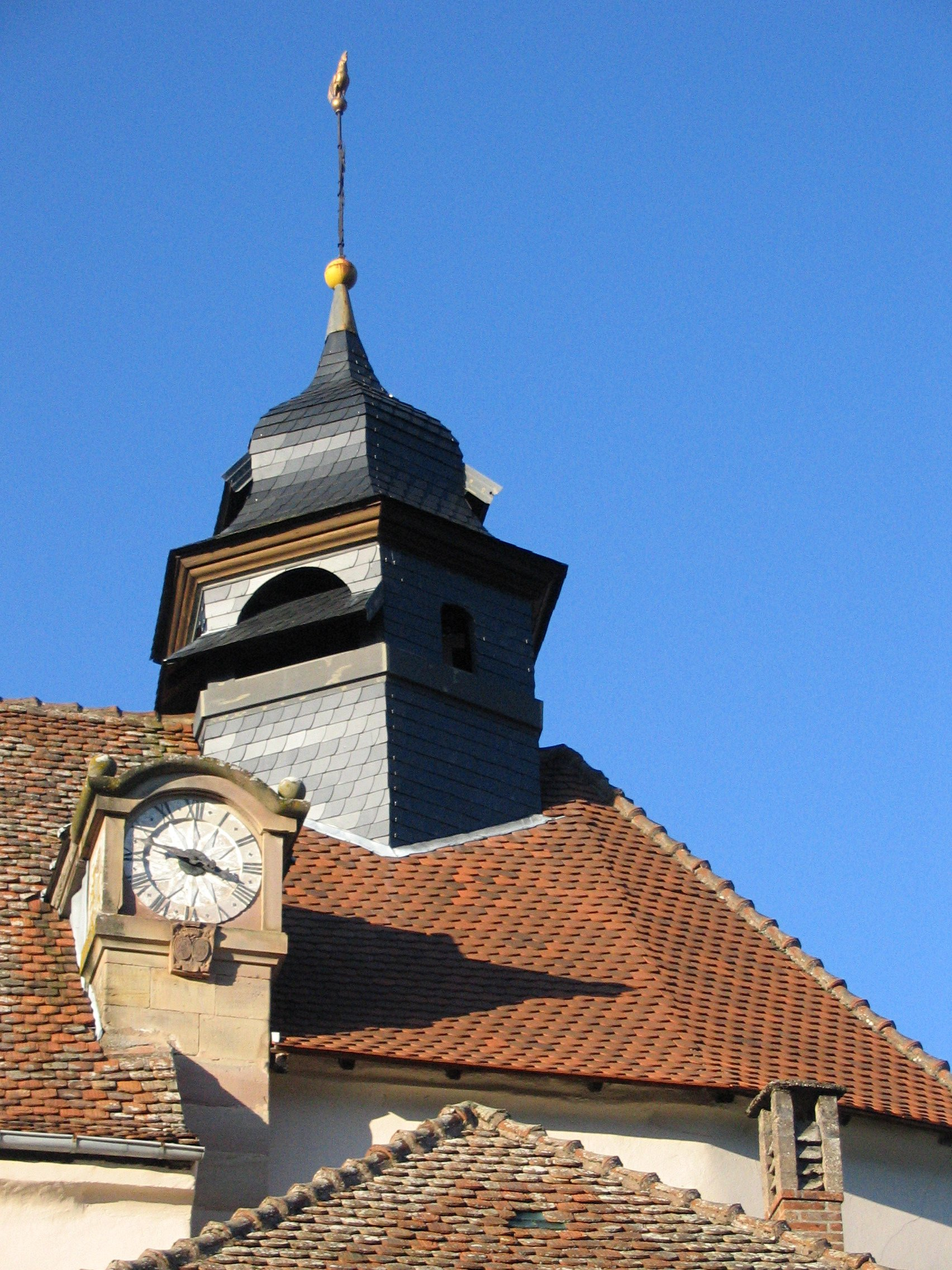